# 木宮和彦
木宮 和彦（きみや かずひこ、1927年1月24日 - 2013年12月6日）は、日本の静岡県の政治家。参議院議員（2期）。学校経営者。

## 略歴
1969年、父であった初代理事長の木宮泰彦の死去に伴い常葉学園理事長就任。
1986年、第14回参議院議員通常選挙静岡選挙区に自由民主党から出馬し、初当選。1990年、第2次海部内閣環境政務次官。1992年、第16回参議院議員通常選挙再選。1998年の第18回参議院議員通常選挙では、自由民主党は定数2の静岡選挙区に新人の山下善彦も立候補させ独占を狙ったが、海野徹（野党の共闘候補）と山下が当選し、木宮は落選した。
1993年、大正琴協会理事（理事長は海部俊樹）。1994年、常葉学園大学第3代学長。1998年、勲二等旭日重光章受章。2002年、常葉学園理事長を退任し、学園長に就任。2013年12月6日、肺炎のため死去。86歳没。正四位を叙位。

## その他
- 寬仁親王が、木宮の理事長在任時の常葉学園創立30周年（1976年）と50周年（1996年）の記念式典で、講演を行っている[4]。